# 배수량

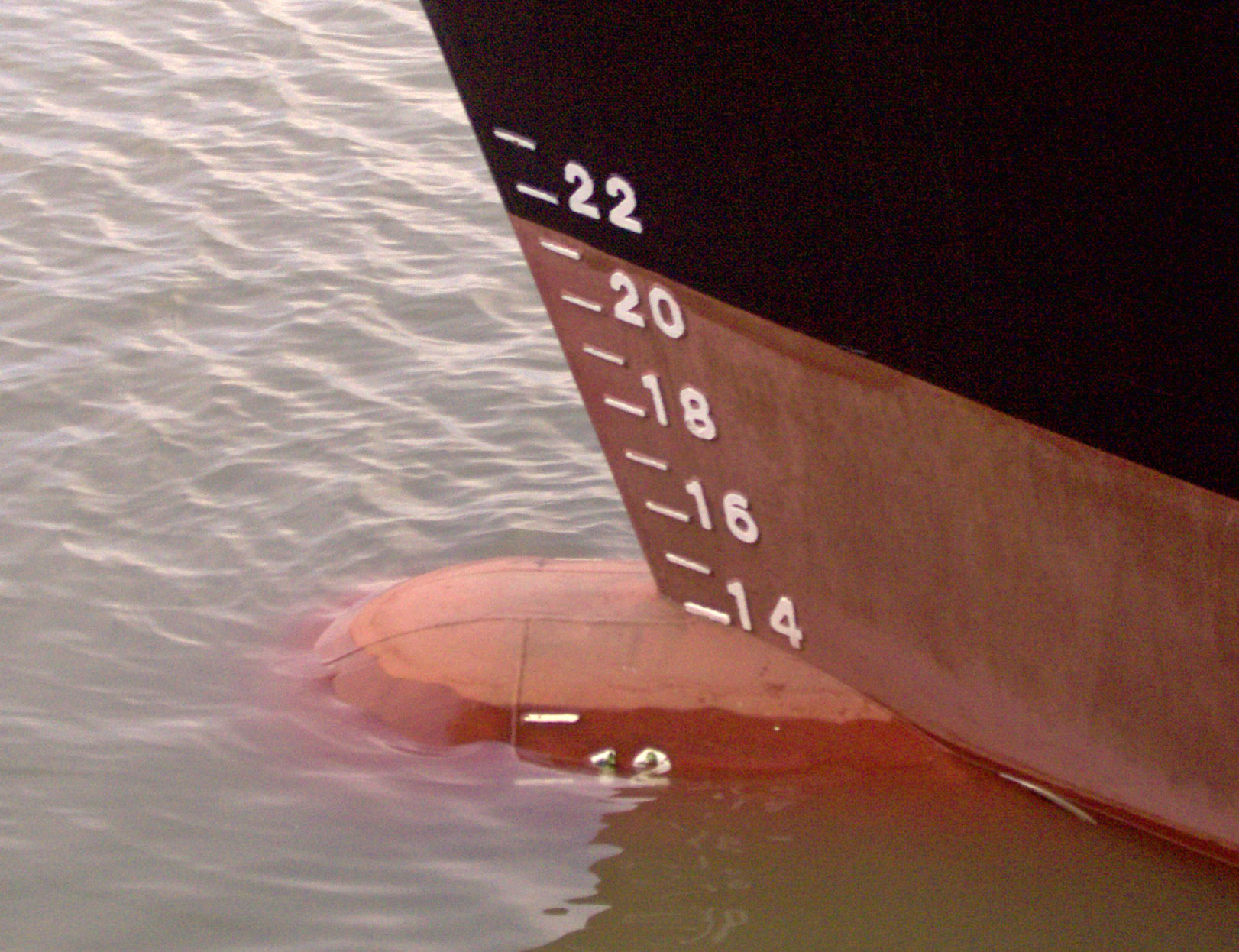
배에 무게가 더해지면 배 하단부가 더 깊이 잠기게 된다.

배수량(排水量)은 배가 물에 떠 있음으로 해서 밀려나게 되는 물의 무게로, 배의 크기를 나타내는 수치로 사용된다. 단위로는 주로 톤을 사용하기 때문에 배수톤수라고도 한다. 밀려난 물의 부피를 배수용적이라 하며 세제곱미터로 표시한다. 배수용적에 바닷물의 비중인 1.025를 곱하면 배수톤수를 얻을 수 있다.
배수량은 배의 무게에 의해 밀려난 물의 무게이므로 곧 배의 무게와 같다. 그런데 배에 화물을 싣게 되면 물이 더욱 많이 밀려나게 되므로 배수량이 늘어나게 된다. 화물선의 경우 배수량이라고 하면 가득 실었을 때의 배수량, 즉 만재배수량을 말한다.

## 같이 보기
- 아르키메데스의 원리